# تاپ سکرت (هواپیما)

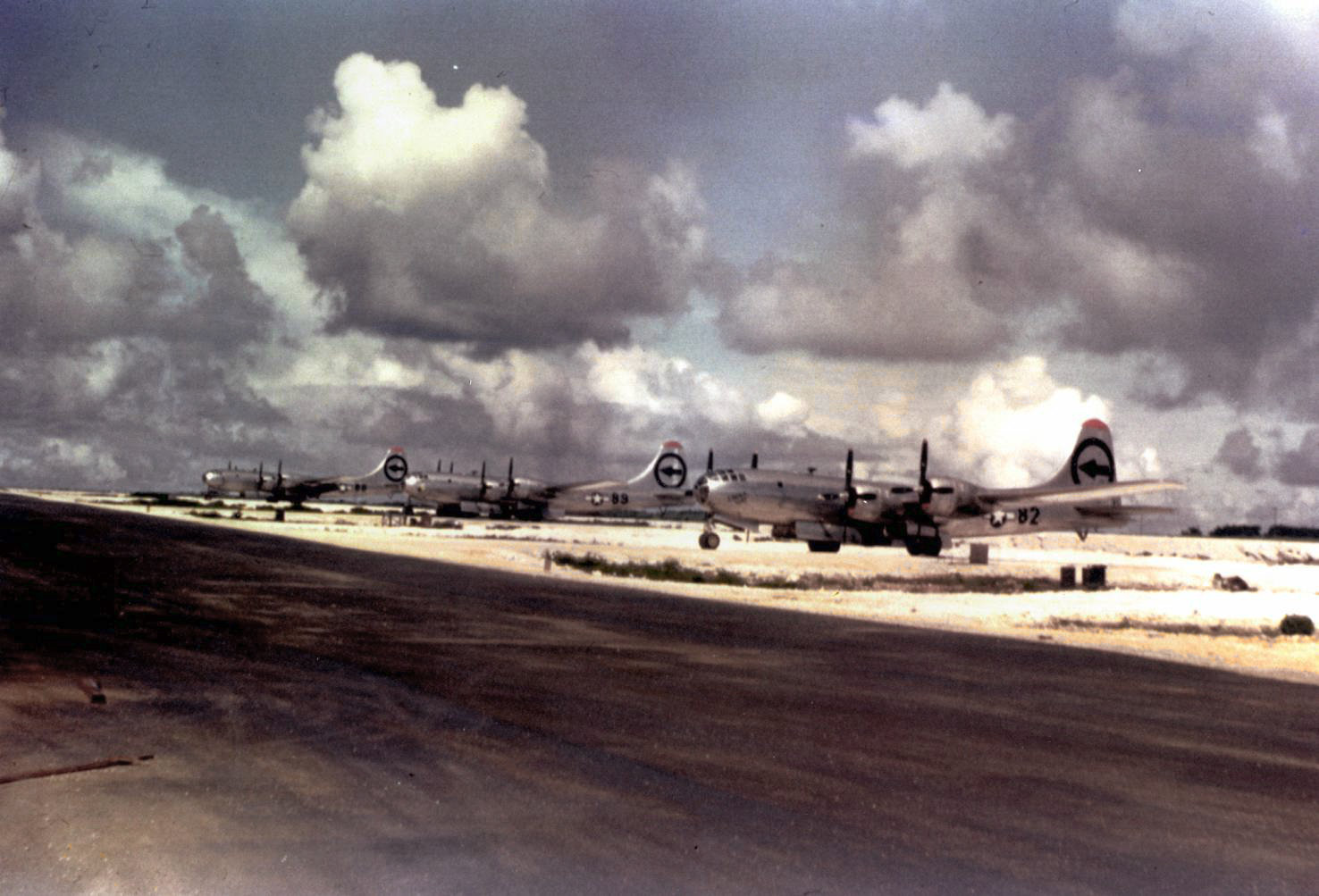
گروه مرکب ۵۰۹ بمب‌افکن‌های B-۲۹ در تینیان پس از ماموریت‌های بمب اتمی

تاپ سکرت (انگلیسی: Top Secret)، نام یک بوئینگ بی-۲۹ سوپرفورترس (B-29-36-MO 44–27302, "victor number' 72) بود که برای حمل بمب اتمی در جنگ جهانی دوم اصلاح شده است.
تاپ سکرت از ۱۹۴۵ تا ۱۹۵۴ به نیروی هوایی نیروی زمینی ایالات متحده آمریکا و نیروی هوایی ایالات متحده آمریکا خدمت کرد.